# Acacia cibaria
Acacia cibaria é uma espécie de leguminosa do gênero Acacia, pertencente à família Fabaceae.